# Nhà máy lọc dầu Jamnagar
Nhà máy lọc dầu Jamnagar là một nhà mày lọc dầu tư nhân thuộc sở hữu của Reliance Industries tọa lạc ở Jamnagar, Gujarat, Ấn Độ. Nhà máy được chạy thử ngày 14/6/1999 với công suất lắp đặt 668.000 barrel dầu thô mỗi ngày. Nó là nhà máy lọc dầu có công suất lọc lớn nhất thế giới.